# Związek Polski Demokratyczny na Białej Rusi
Związek Polski Demokratyczny na Białej Rusi – polska partia polityczna o charakterze demokratycznym i liberalnym, działająca od 1907 roku we wschodniej części ziem zabranych; podejmowała wysiłki w kierunku demokratyzacji ustroju politycznego i gospodarczego oraz zakładała ograniczoną reformę rolną, dopuszczającąc przymusowy wykup wielkich majątków ziemskich celem przekazania ziemi chłopom.

## Okoliczności powstania
W wyniku rewolucji 1905 roku w Imperium Rosyjskim wprowadzony został szereg reform zwiększających zakres swobód jego mieszkańców, m.in. w dziedzinie zrzeszania się, wolności wyznania i działalności politycznej, a także znoszących ograniczenia narodowe. Jedną z grup, które uzyskały nowe prawa, byli Polacy zamieszkujący ziemie zabrane. Najważniejszymi dokumentami prawnymi umożliwiającymi im działalność społeczno-polityczną były ukazy carskie z 12 grudnia 1904, 17 kwietnia 1905 i 17 października 1905 roku (tzw. manifest październikowy) oraz rozporządzenie Komitetu Ministrów z 1 maja 1905 roku O sposobie wykonania punktu 7 Ukazu z 12 grudnia 1904 roku w dziewięciu zachodnich guberniach. We wschodniej części ziem zabranych obecni byli nieliczni działacze narodowości polskiej będący zwolennikami kierunków liberalnych. Niektórzy z nich wstąpili do partii ogólnorosyjskich, np. Aleksander Lednicki z Mińszczyzny, Gustaw Wykowski z Mohylewszczyzny i Franciszek Drucki-Lubecki z Pińska brali udział w pracach Partii Konstytucyjno-Demokratycznej. Zdecydowana większość polskich zwolenników liberalizmu z ziem zabranych uważała jednak program gospodarczy tej partii za zbyt radykalny. Szczególnie negatywnie odnosili się do jej propozycji wywłaszczania wielkich majątków ziemskich. W związku z tym część z nich usiłowała założyć własną partię polityczną.

## Historia
Z inicjatywą utworzenia Związku Polskiego Demokratycznego na Białej Rusi wystąpili polscy liberałowie ze wschodniej części ziem zabranych, którzy dążyli do nawiązania braterskich stosunków z ludem. Zjazd organizacyjny partii odbył się 17 czerwca 1907 roku w Mińsku. Wybrano na nim tymczasowy komitet główny, w którego skład weszli: Konstanty Demidowicz-Demidecki, Konstanty Gordziałkowski, Włodzimierz Nitosławski, Mirosław Obiezierski, Jerzy Osmołowski i Aleksander Rożnowski. Uchwalono również rezolucję, zgodnie z którą podstawowym celem partii była praca nad kulturalnym podniesieniem i społeczno-ekonomicznym dobrobytem wszystkich obywateli Białej Rusi bez różnicy narodowości, klas i wyznań. Rezolucja została podana do wiadomości publicznej 5 sierpnia 1907 roku.
Założyciele Związku byli działaczami znanymi w swoich środowiskach. Podejmowali wysiłki, aby zdobyć poparcie przede wszystkim wśród grup dążących do demokratyzacji stosunków społecznych i ekonomicznych, w tym wśród Żydów. Panowało wśród nich przekonanie, że będzie to zadaniem trudnym. Jeden z propagatorów partii, Witold Żukowski, pisał, że nie ma sensu zakładanie ugrupowania, którego celem nie będzie zdobycie poparcia szerokich mas, ponieważ minął już czas decydowania o sprawach politycznych przez wąskie grupy społeczne. Polacy, będący w znacznej części wielkimi właścicielami ziemskimi, mieli ograniczone możliwości w tym zakresie.

## Program
W ogłoszonej przez Związek odezwie programowej otwarcie zadeklarowano jego polski charakter, opowiedziano się za autonomią Królestwa Polskiego w ramach Imperium Rosyjskiego oraz równouprawnieniem Polaków na ziemiach zabranych. Jednocześnie zamierzano popierać rozwój zarówno oświaty polskiej, jak i białoruskiej oraz ukraińskiej. Postulowano wprowadzenie wolnych, równych, tajnych i proporcjonalnych wyborów oraz utworzenie samorządu lokalnego. W kwestii rolnej zamierzano poprawić warunki życia chłopów poprzez zalecaną intensyfikację produkcji, komasację gruntów i regulację serwitutów. Zdecydowano się na częściowe poświęcenie interesów ziemiach w celu zaspokojenia oczekiwań włościan. Dopuszczano możliwość przymusowego wykupywania wielkich majątków ziemskich na potrzeby miejscowych chłopów. Wyłączano jednak z takiej możliwości „majątki kulturalne” oraz te, które uprawiane były przy pomocy własnego inwentarza.

## Odbiór społeczny
Związek Polski Demokratyczny na Białej Rusi nie zdobył szerszego poparcia ze strony Polaków z ziem zabranych. Zdaniem J. Sawickiego, był on jedynie namiastką stronnictwa politycznego. Tym niemniej, mimo liberalnego programu, spotkał się z pozytywnym przyjęciem ze strony zwolenników Narodowej Demokracji. Związany z nią publicysta Włodzimierz Dworzaczek wyrażał się o partii przychylnie, chwaląc ją za jednoznaczność przyjętego programu i zbieżność z niektórymi postulatami endecji. Publicysta wydawanego w Kijowie tygodnika „Kresy”, który posługiwał się pseudonimem Boruta, pisał, że Związek jest antytezą Stronnictwa Krajowego Litwy i Białorusi.